# DirectWrite
DirectWrite是微软的一个文本布局和字形渲染API。它的设计是为取代GDI/GDI+和面向屏幕渲染的Uniscribe，并已随Windows 7和Windows Server 2008 R2发售提供，Windows Vista和Windows Server 2008亦可获取（只需安装平台更新）。DirectWrite在Direct2D上以硬件加速（使用GPU）形式运行，但也可以在CPU上渲染任何目标，包括GDI位图。

## 特性
- 全面支持Unicode，超过20个脚本提供Windows支持的每种语言的布局和渲染。DirectWrite支持多格式文本的测量、渲染和命中测试（英语：Hit-testing）。

- 有双向反鋸齒的子像素ClearType文本渲染可以与GDI/GDI+、Direct2D/Direct3D和任何应用程序的特定技术互操作。在使用Direct2D时，文字渲染可以硬件加速，或者可以在硬件加速不可用时使用WARP软件光栅化器（英语：Windows Advanced Rasterization Platform）.
- 支持OpenType支持高级印刷特性，例如文体交替和花饰（英语：Swash (typography)），这从未在GDI和WinForms中支持。这些功能在2008年专业开发者大会的DirectWrite推出时使用Gabriola字体（英语：Gabriola (typeface)）演示，本身也引入了Windows 7。[4]
- 为采用专有文字布局和Unicode到字形处理的案例提供底层字形渲染API。

在Windows 8.1中，DirectWrite开始支持彩色字体。

## 使用
Windows 7中的XPS查看器使用DirectWrite，不过它在一个GDI+表面上渲染输出。
Internet Explorer 9及之后版本使用Direct2D上的DirectWrite层改进视觉质量和性能。Firefox 4也添加了DirectWrite支持，但由于用户对渲染质量的投诉，Firefox 7中对某些字体不会默认采用DirectWrite风格的渲染。
Microsoft Office 2013支持Direct2D/DirectWrite或GDI/Uniscribe用于显示渲染和文字排版。
Google ChromeWindows版自37版开始支持DirectWrite